# Нармада (река)
Нармада или Нарбада (на хинди: नर्मदा) е река в Централна и Западна Индия, щатите Мадхя Прадеш и Гуджарат, вливаща се в Камбейския залив на Арабско море, с дължина 1312 km и площ на водосборния басейн 98 796 km². Река Нармада води началото си на 1032 m н.в. от храма Нармада Кунд в град Амаркантак, разположен в планинския масив Майкал (източната част на планината Сатпура). По цялото си протежение тече предимно в западна посока в дълбока тектонска долина – грабен между планините Виндхия на север и Сатпура на юг в северната част на Деканско плато. Влива се чрез голям естуар в източната част на Камбейския залив на Арабско море. Основни притоци: леви – Холон, Банджар, Тава; десни – Хиран, Хатни. По време на летните мусони е многоводна, като през юни и юли оттокът достига до 55 000 m³/s (повече от оттока на река Ганг по това време на годината). В долното ѝ течение водите ѝ се използват за напояване. В най-долното си течение е плавателна и там са разположени градовете Бхаруч и Анклешвар.